# Самантабхадрі

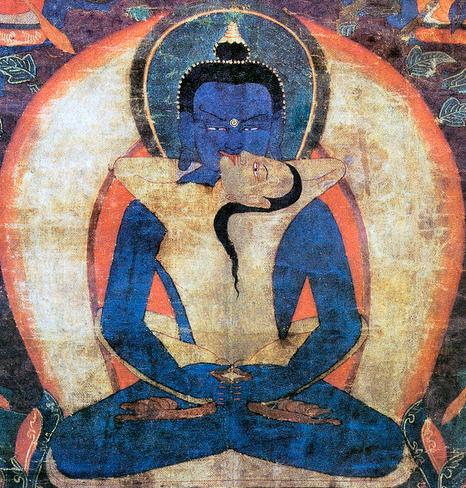
Самантабхадрі в союзі з Самантабхадрою

Самантабхадрі (деванагарі,санскр. समन्तभद्री ; samantabhadrī IAST; тиб. ཀུན་ཏུ་བཟང་མོ [kun tu bzang mo]) є дакіні і жіночим Буддою буддійської традиції Ваджраяни. Вона є дружиною і жіночим аналогом Самантабхадри, відомого серед деяких тибетських буддистів як Первинний Будда. Сама Самантабхадрі відома як споконвічна Мати Будда. Самантабхадрі є аспектом дакіні дхармакая Трікая, або трьох тіл Будди. Таким чином, Самантабхадрі представляє той аспект стану Будди, в якому ніколи не виникали омани та концептуальні думки. Як джерело або джерело аспектів божественного жіночого начала, її можна розуміти як Велику Матір або як аспект Праджняпараміти.
Самантабхадрі — це фігура, яка зустрічається в основному в школах тибетського буддизму Ньїнгма або Старого перекладу. Фігура, яка майже еквівалентна Самантабгадрі в школах Нового перекладу або Сарма, це Ваджрадхату-ішварі; вона темно-синя, а її консорт Ваджрадгара.
Самантабхадрі — це вираження концепції, яка, за змістом, невиразна словом чи символом, кінцева порожнеча природи розуму. Цей аспект дакіні виходить за межі статі, форми чи вираження. За словами Джудіт Сіммер-Браун, сила дакіні в усіх її формах базується на тому факті, що всі практики медитації в кінцевому підсумку вказують на дакіні Самантабхадрі. У її іконографії Самантабхадрі біла, головний символ аспекту мудрості розуму — на відміну від її консорта, котрий є небесно-блакитним, що символізує безмежність і безформність. Як і її консорт, вона з'являється оголеною (санскрит: Дигамбара) і без прикрас, представляючи основну природу розуму. Зазвичай Самантабхадрі зображена в поєднанні яб-юм зі своїм чоловіком, але іноді вона зображується сама, сидить у позі лотоса (також відома як махамудра) з руками в позі медитації на колінах.
Йеше Цог'ял бла відома як еманація Самантабгадрі, згідно з Сіммер-Браун, у своїй найтоншій формі Йеше Цог'ял був відомий як «обшир махасукхи Кунтусангмо [Самантабгадрі], всеблагої королеви».